# Škocjan, Grosuplje
Škocjan este o localitate din comuna Grosuplje, Slovenia, cu o populație de 66 de locuitori.